# Адміністративний устрій Чернігівської області (1932—2020)
Адміністративний поділ Чернігівської області до адмінреформи 2020 року: 22 адміністративні райони, 16 міст, у тому числі 3 — обласного підпорядкування, 29 селищ міського типу, 1483 сільських населених пунктів. Найбільші міста: Ніжин, Прилуки, Чернігів. Адміністративний центр — місто Чернігів.
Чернігівська область була утворена 15 жовтня 1932 року. Її площа становить 31,9 тис. км². Чисельність населення — 1236,1 тис., у тому числі міське населення — 716,5 тис. осіб, сільське — 519,5 тис. осіб. Щільність населення — 38,8 осіб на км².

## Адміністративні райони
| №                   | Назва               | Герб | Населення, тис. жит. | Територія, км² | Густота, ос./км² | Адміністративний центр | Карта |
| ------------------- | ------------------- | ---- | -------------------- | -------------- | ---------------- | ---------------------- | ----- |
| Муніципальні райони |                     |      |                      |                |                  |                        |       |
| 1                   | Бахмацький          |      | 55,8                 | 1,5            | 37,5             | Бахмач                 |       |
| 2                   | Бобровицький        |      | 41,0                 | 1,4            | 28,9             | Бобровиця              |       |
| 3                   | Борзнянський        |      | 43,5                 | 1,6            | 27,1             | Борзна                 |       |
| 4                   | Варвинський         |      | 20,1                 | 0,6            | 33,8             | Варва                  |       |
| 5                   | Городнянський       |      | 36,3                 | 1,6            | 23,2             | Городня                |       |
| 6                   | Ічнянський          |      | 40,9                 | 1,6            | 26,0             | Ічня                   |       |
| 7                   | Козелецький         |      | 61,6                 | 2,7            | 23,2             | Козелець               |       |
| 8                   | Коропський          |      | 32,1                 | 1,3            | 24,5             | Короп                  |       |
| 9                   | Корюківський        |      | 33,5                 | 1,4            | 23,6             | Корюківка              |       |
| 10                  | Куликівський        |      | 32,1                 | 1,3            | 24,5             | Куликівка              |       |
| 11                  | Менський            |      | 45,4                 | 1,4            | 33,0             | Мена                   |       |
| 12                  | Ніжинський          |      | 36,7                 | 1,5            | 24,2             | Ніжин                  |       |
| 13                  | Новгород-Сіверський |      | 36,0                 | 1,8            | 20,0             | Новгород-Сіверський    |       |
| 14                  | Носівський          |      | 37,4                 | 1,1            | 32,5             | Носівка                |       |
| 15                  | Прилуцький          |      | 45,1                 | 1,8            | 25,1             | Прилуки                |       |
| 16                  | Ріпкинський         |      | 37,5                 | 2,1            | 18,0             | Ріпки                  |       |
| 17                  | Семенівський        |      | 23,5                 | 1,5            | 16,0             | Семенівка              |       |
| 18                  | Сновський           |      | 30,4                 | 1,3            | 23,7             | Сновськ                |       |
| 19                  | Сосницький          |      | 24,7                 | 0,9            | 27,0             | Сосниця                |       |
| 20                  | Срібнянський        |      | 14,5                 | 0,6            | 25,1             | Срібне                 |       |
| 21                  | Талалаївський       |      | 16,6                 | 0,6            | 26,2             | Талалаївка             |       |
| 22                  | Чернігівський       |      | 61,5                 | 2,5            | 24,1             | Чернігів               |       |